# ダラス補習授業校
ダラス補習授業校とはダラス・フォートワース複合都市圏のキャロルトンにある補習授業校である。授業はキャロルトンのテッド・ポーク中学校で行われているが事務所はダラスにある。

## 歴史
1970年6月にダラス日本人会が設立。開校当時はハイランドパーク・ユナイテッド・メソジスト教会の中に学校が開かれ、15人の生徒と1人の教師がいた 。またこの当時はダラス日本語補習教室（英：Japanese Language Advancement School of Dallas）という名称だった。その後複数の教会や中学校の施設を点々とした
2016年7月25日に日本人会及び本校の事務局はそれまで所在していたファーマーズブランチから現在の場所に移転した。

## 在籍生徒
2014年時点で現地在住の日本人駐在員や日系アメリカ人を中心に400人ほどの生徒が通っていた。それまでの生徒に加え同年には近くのプレイノに米国トヨタ自動車販売が移転してきた事により生徒数が更に150人ほど増えた。